# مكتبة ولاية ماساتشوستس
تم تأسيس مكتبة ولاية ماساتشوستس في بوسطن، ماساتشوستس في عام 1826 بهدف دعم البحث واحتياجات المعلومات للحكومة والمكتبات والأفراد، من خلال تقديم الخدمات والوصول إلى مستودع شامل لوثائق الدولة والعناصر التاريخية الأخرى."  "تم افتتاحه في عام 1826 وكان في موقعه الحالي في مقر الولاية منذ تسعينيات القرن التاسع عشر. تقع مكتبة الولاية تحت إدارة حاكم الولاية.

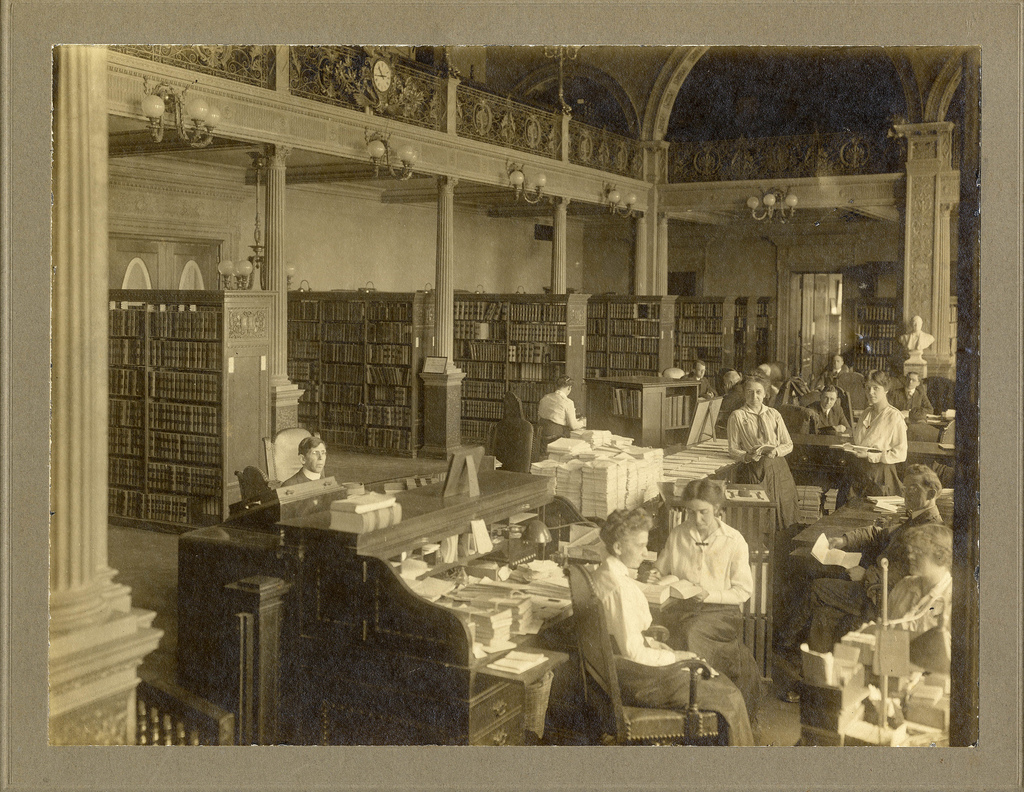
غرفة القراءة بمكتبة ولاية ماساتشوستس عام 1912

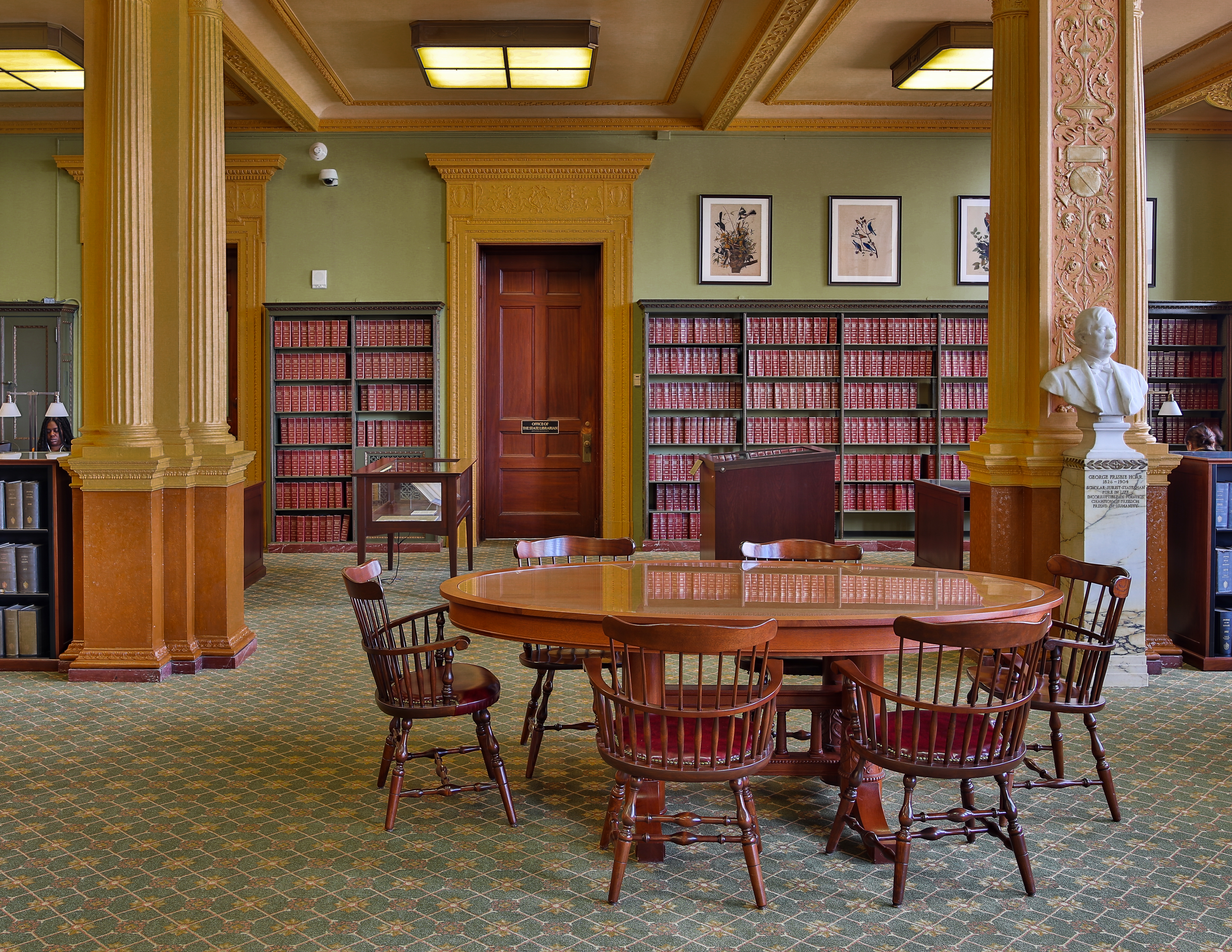
منطقة جلوس في غرفة القراءة

تعود أصول مكتبة الولاية إلى عام 1811 مع إنشاء برنامج لتبادل القوانين مع الولايات الأخرى. أنشئت المكتبة رسميًا من قبل المحكمة العامة في عام 1826 للاحتفاظ بالوثائق وغيرها من المواد التي تراكمت في المكاتب في جميع أنحاء قصر الدولة. كلف وكيل أراضي الولاية جورج دبليو كوفين بمسؤولية أمين مكتبة الولاية إضافة إلى منصبه، كما تم وضع مجموعة المكتبة في مكتب وكيل الأرض. وسّع برنامج التبادل في عام 1844 ليشمل القرارات القضائية ووثائق الولاية المهمة الأخرى، وشكلت الوثائق التي تم تحصيلها من خلال هذا البرنامج صميم مجموعات الكتب المبكرة لمكتبة الولاية كما تمثل واحدة من أكبر مجموعات منشورات الدولة الموجودة.
تطورت مكتبة ولاية ماساتشوستس إلى مكتبة أبحاث شاملة خلال منتصف القرن 19، لدعم عمل الهيئة التشريعية ومكتب حاكم الولاية والمسؤولين. بالإضافة إلى مقتنيات الوثائق القانونية والعامة، قامت المكتبة بجمع مواد حول مجموعة واسعة من الموضوعات البحثية، بما في ذلك الأعمال السياسية والتاريخية والإحصائية والاقتصادية والعلمية. كانت مجموعة المكتبة قد تجاوزت مساحتها الأصلية وتم نقلها إلى مساحة أكبر ومخصصة لها عندما تم الانتهاء من إضافة قصر الولاية في عام 1856. كما أصبحت المكتبة تحت إشراف أمين مجلس التعليم في عام 1849.
بحلول الجزء الأخير من القرن التاسع عشر وأوائل القرن العشرين، استمرت مجموعات المكتبة وعملياتها في التقدم. في عام 1893، أصبحت المكتبة قسمًا مستقلاً تحت مسؤولية الحاكم مباشرة. انتقلت المكتبة إلى موقعها الحالي في عام 1895 كما أضافت ملحقات أخرى. أصبح هذا الملحق قسم المجموعات الخاصة بالمكتبة في السبعينيات، حيث توجد الآن عناصر نادرة وخاصة مثل الخرائط والصور والأطالس والمواد المخطوطة. وتشمل هذه الكنوز مثل مخطوطة برادفورد والميدالية التي قدمتها الحكومة الهايتية إلى السناتور تشارلز سومنر.
في عام 2007، أنشأت المكتبة مستودعًا على الإنترنت يضم وثائق الولاية كما تلقت المكتبة تمويلًا لتعزيز مكتبتها الرقمية في 2009. في عام 2012، أكملت المكتبة تحويل فهرس البطاقات القديم إلى كتالوج الوصول العام عبر الإنترنت وتم إعادة تصنيف الكتب من تصنيف ديوي العشري إلى أرقام مكالمات مكتبة الكونغرس.

## الأمناء
في عام 2019، أمناء المكتبة هم: 
- كارين سبيلكا، الرئيسة بحكم منصبها لمجلس الشيوخ (المعيَّنة: السناتور جيمس بي إلدريدج)
- روبرت أ ديليو، رئيس مجلس النواب بحكم المنصب (المعين: الممثل كيت هوجان)
- ويليام فرانسيس جالفين، وزير الخارجية بحكم المنصب (المعين: جون روزبيري)
- ميشيل كابوني (عين من قبل الحاكم)
- روبرت أ. سيراسولي (عينه الحاكم)
- تيريزا كوستر (عينها الحاكم)

## أمناء مكتبات الولاية
بعد إنشاء مكتبة الولاية في عام 1826، تولى الأفراد الوارة أسماؤهم بدور أمين مكتبة ولاية ماساتشوستس: 
| 1826-1849   | جورج دبليو كوفين (في دوره كوكيل أراضي الدولة)                 |                                                                                 |
| 1849-1855   | بارناس سيرز (بصفته أمين سر مجلس التعليم)                      |                                                                                 |
| 1855-1861   | جورج س. بوتويل، بحكم منصبه (بصفته سكرتيرًا لمجلس التعليم)      | صمويل سي جاكسون، أمين مكتبة بالإنابة (1858-1861)                                |
| 1861-1877   | جوزيف وايت، بحكم منصبه (بصفته أمين سر مجلس التعليم)           | صموئيل سي جاكسون، القائم بأعمال أمين المكتبة                                    |
| ١٨٧٧-١٨٩٣   | جون دبليو ديكنسون، بحكم منصبه (في دوره كسكرتير لمجلس التعليم) | أوليفر وارنر، القائم بأعمال أمين المكتبة (1877-1879) كالب ب.                    |
| 1893 - 1909 | كالب بنيامين تلينجهاست                                        |                                                                                 |
| 1909-1917   | تشارلز فد بيلدن                                               |                                                                                 |
| 1917        | فوستر دبليو ستيرنز                                            | السّيدة. آني هوبكنز، القائم بأعمال أمين المكتبة (من 15 سبتمبر إلى 1 ديسمبر 1917) |
| 1917-1919   | لورانس إيفانز                                                 |                                                                                 |
| 1919-1936   | إدوارد ريدستون                                                |                                                                                 |
| 1936-1959   | دينيس دولي                                                    |                                                                                 |
| 1960-1972   | أنا ألبرت ماتكوف                                              |                                                                                 |
| 1973-1980   | أ. هانتر رينير الابن.                                         |                                                                                 |
| 1980-1982   | جيمس إتش فيش                                                  |                                                                                 |
| 1982-1997   | جاسبر كاسو                                                    |                                                                                 |
| 1997-2007   | ستيفن إيه فولشينو                                             |                                                                                 |
| 2007–       | إلفيرني إتش جونسون                                            |                                                                                 |

## المجموعات

### المجموعات الرقمية
يوجد العديد من مجموعات المكتبات رقميًا على موقع المكتبة الإلكتروني. تتضمن هذه العناصر كلاً من المواد المرقّمة القديمة ووثائق الولاية الحديثة المنقولة إلكترونيًا. تشمل الكتب قوانين وقرارات ماساتشوستس (من 1692 حتى الوقت الحاضر)،  التقارير السنوية لوكالات الولاية المختلفة  ومواد المجموعات الخاصة، مثل مشروع Mapping Massachusetts الممول من IMLS : تاريخ أنظمة النقل في الكومنولث.  يتم أرشفة هذه الوثائق في المستودع الرقمي للمكتبة.

### مجموعات مطبوعة
تحتوي المكتبة على مجموعات في مجالات الوثائق الحكومية والقانون وتاريخ ماساتشوستس والشؤون العامة والجارية. «كونها مكتبة الإيداع المعينة قانونًا لمنشورات ولاية ماساتشوستس، فإن المكتبة لديها المجموعة الأكثر اكتمالاً من وثائق حكومة الولاية الموجودة.»  تضم المكتبة مجموعة شاملة من الوثائق التشريعية في ماساتشوستس ومجلات مجلس النواب ومجلس الشيوخ، والتي لها أهمية بالغة في البحث التشريعي. تشمل مقتنيات الدوريات العشرات من الصحف اليومية والأسبوعية من مختلف البلدات والمدن في ولاية ماساتشوستس، وهي متوفرة مطبوعياً وإلكترونيا.

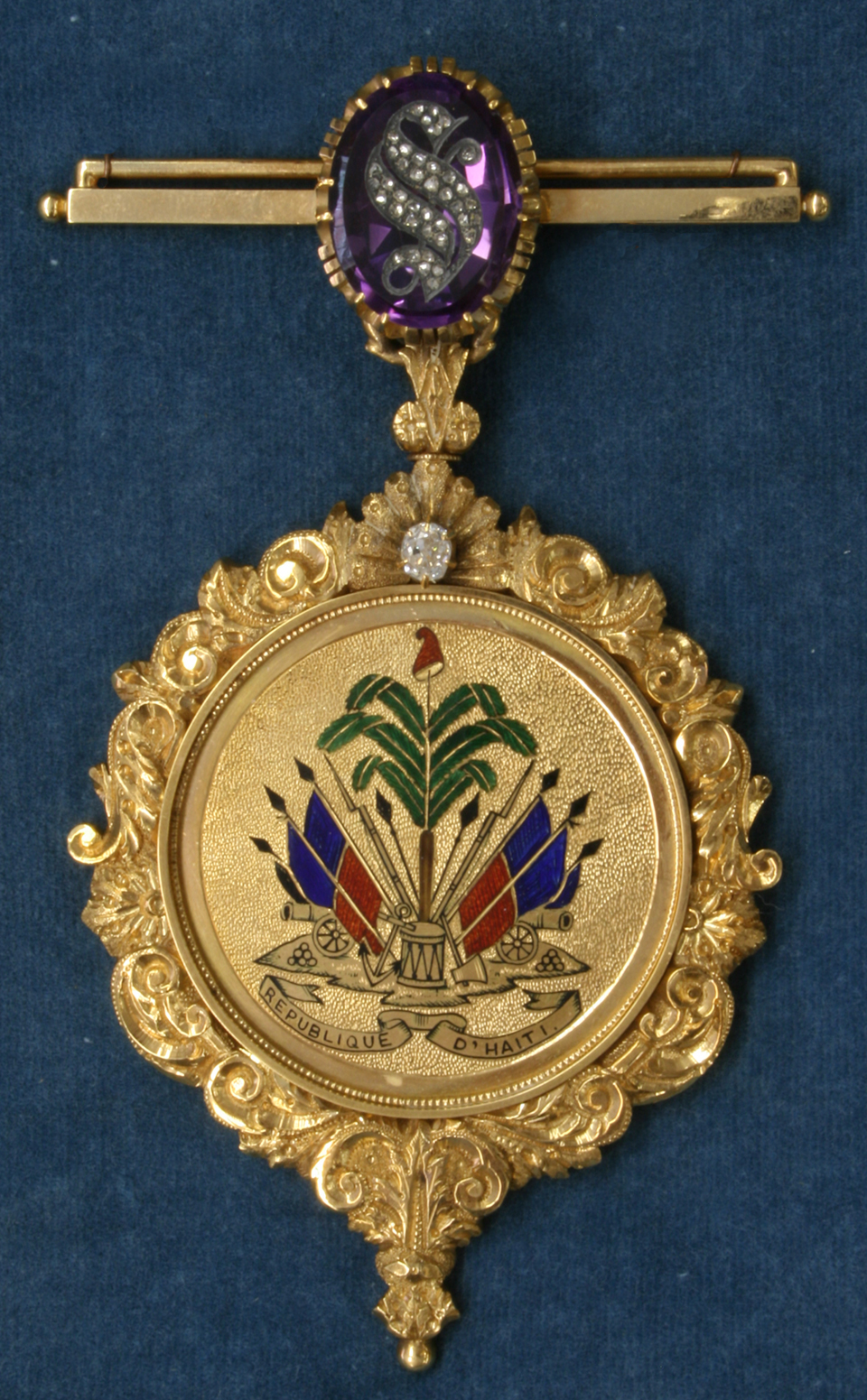
الميدالية التي قدمها رئيس هايتي نيساج ساجيت إلى تشارلز سومنر تكريما لعمل سومنر للحصول على اعتراف الولايات المتحدة بهايتي كدولة ذات سيادة. تبرع بها تشارلز سومنر لمكتبة ولاية ماساتشوستس.

### المعارض
تقوم المكتبة برعاية العديد من المعارض كل عام والتي تعرض مجموعات المكتبة. من المعارض الماضية ما يلي:
- الفوج 55 ومجموعة ألفريد س. هارتويل ربيع 2008.[16]
- «زهور أمريكا الشمالية البرية لماري فو والكوت» صيف 2008.[17]
- «بليموث ، ماساتشوستس: الناس والسياسة والموارد الأولية،» خريف 2008.[18]
- «الأمريكيون الأفارقة في المجلس التشريعي لماساتشوستس: تاريخ،» شتاء 2009.[19]
- «هوليوك: ملكة المدن الصناعية،» خريف 2009.[20]
- نساء ماساتشوستس في السياسة، شتاء 2010.[21]
- فراشات أمريكا الشمالية وبريطانيا صيف 2010.
- «ارتباطات الناشرين المزخرفة من 1840 إلى 1930،» صيف 2011.[22]
- «ورسيستر: قلب الكومنولث،» شتاء 2011.[23]
- "Amazing Birds: The Wild Side of Massachusetts،" صيف 2012.[24]
- "Capital Blooms، Art & Artifacts: Floral Interpretations from the State Library Collection،" صيف 2012.[25]
- «حان وقت العمل: جلب المياه النقية إلى مدينة بوسطن،» خريف 2012.[26]
- «كانت حرب الجميع: الاحتفال بمساهمات ماساتشوستس في الإلغاء والحرب الأهلية،» ربيع 2013.[27]
- "Moving Massachusetts: The History of Transportation in the Commonwealth" صيف 2013.[28]
- «بدايات صناعة النسيج في ولاية ماساتشوستس،» خريف 2013.[29]
- «الشجاعة في الكومنولث: ماساتشوستس في الحرب العالمية الأولى،» ربيع 2014.[30]
- «استكشاف العالم من خلال التاريخ الطبيعي»، صيف 2014.[31]
- "Legends and Lore of Massachusetts ،" خريف 2014.[32]
- «زراعة الكومنولث: تاريخ الزراعة في ماساتشوستس،» صيف 2015.[33]
- «ماساتشوستس عبر العدسة: مجموعات الصور في مكتبة ولاية ماساتشوستس،» خريف 2015.[34]
- «منظر تاريخي لمنزل ولاية ماساتشوستس» ربيع 2016.[35]
- «تمرين في صيد الأسماك: تاريخ صيد الأسماك وصيد الحيتان وصناعات المحار في ولاية ماساتشوستس،» صيف 2016.[36]
- «العودة إلى المدرسة: نظرة استعادية للتعليم في ماساتشوستس،» خريف 2016.[37]
- «من ويليامزتاون إلى ويلفليت واندرينج عبر الكومنولث،» ربيع 2017.[38]
- «الراحة والاسترخاء والمتنزهات الترفيهية في ماساتشوستس» صيف 2017.[39]
- «رموز ماساتشوستس،» خريف 2017.[40]
- «الأنماط المعمارية في ماساتشوستس،» ربيع 2018.[41]
- «ماساتشوستس فيرستس،» صيف 2018.[42]
- «خرائط منظر عين الطائر في مكتبة ولاية ماساتشوستس،» خريف 2018.[43]
- «من الإعلانات الشائعة إلى غير الشائعة في أدلة مدينة ماساتشوستس،» ربيع 2019.[44]
- «الجمال الطبيعي للممرات المائية في ولاية ماساتشوستس،» صيف 2019.[45]
- «منذ مائة عام: ماساتشوستس عام 1919،» خريف 2019.[46]
- «مكتبة ولاية ماساتشوستس تخدم الكومنولث منذ عام 1826،» ربيع 2020.[47]

يمكن الاطلاع على المعارض من حساب المكتبة في موقع فليكر (Flickr).